# ويليام جاي بيرنستاين
ويليام جاي بيرنستاين (بالإنجليزية: William J. Bernstein)‏ هو طبيب أعصاب وكاتب ومؤلف وكيميائي واقتصادي أمريكي، ولد في 1948.